# Wladimiro Calarese
Wladimiro Calarese (Messina, 3 ottobre 1930 – Dayton, 26 agosto 2005) è stato uno schermidore italiano, specializzato nella sciabola. Due volte medaglia d'argento alle olimpiadi.

## Biografia
Nel 1959 si tenne a Padova il Trofeo Luxardo, cui parteciparono Luigi Narduzzi e Cesare Salvadori, che incontrò al secondo turno e di cui divenne successivamente amico. Salvadori racconta che Wladimiro aveva un mancino incredibile con una forza mai vista.
Dal Trofeo Luxardo Wladimiro uscì vincitore. Alle Universiadi di Torino dello stesso anno vinse la competizione individuale superando Ochyra e Ramez, e finì secondo in quella a squadre (con Benvenuti, Ravagnan, Picchi, Vecchione e Resse) dietro l'Ungheria.
Dopo le vicende successive ai campionati del mondo di Budapest del 1959, che spaccarono la federazione, tornò a Torino con la famiglia per lavorare presso il consolato degli Stati Uniti d'America e per prepararsi per le Olimpiadi di Roma 1960. A Torino abitò fino al 1967, poi ottenne una borsa di studio negli Stati Uniti che gli aprì le porte della Nasa. Ritornò in Italia per gli allenamenti per le olimpiadi di Città del Messico che si svolsero a Cervinia, ove venne con la sua consorte americana Barbara e con il suo figlio Gino.
Si ritirò dalla nazionale italiana di sciabola nel 1970. Successivamente ritornò in Italia in rare occasioni, per lo più familiari come per la morte del figlio Gino, scomparso per una polmonite a Londra all'età di vent'anni. Nel 1993 tornò a Padova per la Coppa Del Santo e nel 2001 emersero problemi di cuore a Bologna. Morì nel 2005, colpito da un ictus al suo rientro negli USA.

## Palmarès
In carriera ha ottenuto i seguenti risultati:

### Giochi olimpici
Individuale
- Bronzo nella sciabola a Roma 1960

A squadre
- Argento nella sciabola a Tokyo 1964
- Argento nella sciabola a Città del Messico 1968
- Bronzo nella sciabola a Roma 1960

### Mondiali
Individuale
- Bronzo nella sciabola a Danzica 1963

A squadre
- Argento nella sciabola a Parigi 1965

### Universiadi
Individuale
- Oro nella sciabola a Torino 1959

A squadre
- Argento nella sciabola a Torino 1959

### Campionati italiani
Individuale
- Oro nella sciabola a 1961
- Oro nella sciabola a 1963

A squadre

### Altri risultati
Mondiali giovani
Individuale
- Bronzo nel fioretto a Parigi 1951

A squadre
Oltre alle tre partecipazioni olimpiche, vanta le seguenti partecipazioni mondiali:
- Campionati del mondo del 1961 (Torino)
- Campionati del mondo del 1962 (Buenos Aires)
- Campionati del mondo del 1963 (Danzica)
- Campionati del mondo del 1965 (Parigi)
- Campionati del mondo del 1966 (Mosca)
- Campionati del mondo del 1967 (Montreal)
- Campionati del mondo del 1969 (L'Avana)